# Dimo Tonev
Dimo Georgiev Tonev (Velingrad, 2 luglio 1964) è un ex pallavolista bulgaro.